# Јоханес ван Дајк
 Јоханес ван Дајк (хол. Johannes Wilhelmus Maria van Dijk; Амстердам, 4. јул 1868 — Амстердам, 25. август 1938) је био холандски веслач, учесник Летњих олимпијских игара 1900. Био је члан холандског веслачког клуба Нерус из Амстердама, а на Олимпијским играма 1900. је наступао за екипу Минерва Амстердам.
Јоханес ван Дајк је био студент медицине.
На Олимпијским играма 1900. такмичио се у трци осмераца. Посаду осмерца су чинили:Франсоа Брант, Јоханес ван Дајк, Рулоф Клајн, Рурд Легстра, Валтер Миделберг, Хендрик Оферхаус, Валтер Тајсен, Хенрикус Тромп и Хермнаус Брокман (кормилар). У финалној трци резултатом 6:23,0 мин. освојили су треће место.